# Campeonato de Primera División C 1969 (Argentina)
El Campeonato de Primera División C 1969 fue la trigésima quinta temporada del certamen de la tercera categoría del fútbol argentino. Se disputó entre el 29 de marzo y el 27 de diciembre de 1969.
Los nuevos participantes fueron Villa Dálmine, Sportivo Italiano y Sarmiento de Junín descendidos de la Primera B 1968 y Ferrocarril Midland, campeón y único ascendido de la Primera Aficionados 1968.
El certamen consagró campeón nuevamente a Comunicaciones, que esta vez pudo participar del Torneo Reclasificación con equipos de la Primera B y obtener el ascenso, ya que había modificado sus estatutos, lo que le permitía disputar un torneo profesional y, por ende, ascender de categoría. Fue el único ascendido de esta temporada.

## Ascensos y descensos
| Pos.     | Ascendido de la Primera C 1968 |
| -------- | ------------------------------ |
| 2° Recl. | El Porvenir                    |

| Pos.     | Descendidos de la Primera B 1968 |
| -------- | -------------------------------- |
| 5º Recl. | Villa Dálmine                    |
| 6º Recl. | Sportivo Italiano                |
| 8º Recl. | Sarmiento de Junín               |

| Pos. | Ascendidos de la Primera D 1968 |
| ---- | ------------------------------- |
| 1º   | Ferrocarril Midland             |

| Equipos desafiliados |
| -------------------- |
| Arsenal de Llavallol |
| Macabi               |

## Formato
Los equipos se dividieron en dos zonas de nueve, enfrentándose en cada una bajo el sistema de todos contra todos a dos ruedas.
Los cuatro equipos con mayor puntaje de cada zona disputaron el Torneo Campeonato mientras que los cinco restantes disputarían el Torneo Reclasificación.
En el Torneo Campeonato nuevamente se enfrentaron los ocho equipos que habían clasificado al mismo bajo el sistema de todos contra todos a dos ruedas. El equipo que finalizó en la primera posición se consagró campeón y, junto con el subcampeón y el equipo ubicado en el tercer lugar, clasificaron al Torneo Reclasificación con equipos de la Primera B para obtener el ascenso.
El Torneo Reclasificación de la categoría fue disputado por los diez equipos restantes, el cual también fue jugado bajo el sistema de todos contra todos a dos ruedas. Los equipos ubicados en los últimos dos lugares de la tabla de posiciones debieron disputar otro Torneo Reclasificación con equipos de la Primera Aficionados para mantener la categoría.

## Equipos participantes
| Equipo                   | Ciudad               | Estadio                       |
| ------------------------ | -------------------- | ----------------------------- |
| Barracas Central         | Buenos Aires         | Olavarría y Luna              |
| Brown de Adrogué         | Adrogué              | Brown de Adrogué              |
| Central Córdoba (R)      | Rosario              | Central Córdoba (R)           |
| Colegiales               | Munro                | Malaver y Posadas             |
| Comunicaciones           | Buenos Aires         | Comunicaciones                |
| Defensores de Cambaceres | Ensenada             | Camino Rivadavia y Quintana   |
| Deportivo Riestra        | Buenos Aires         | Riestra y Lacarra             |
| Fénix                    | Buenos Aires         | Concepción Arenal             |
| Ferrocarril Midland      | Libertad             | Ciudad de Libertad            |
| Flandria                 | Jáuregui             | Carlos V                      |
| J.J. Urquiza             | Caseros              | Kelsey y Bonifacini           |
| Leandro N. Alem          | General Rodríguez    | Leandro N. Alem               |
| Luz y Fuerza             | Ituzaingó            | Luz y Fuerza                  |
| Sarmiento de Junín       | Junín                | Eva Perón                     |
| Sportivo Italiano        | Bella Vista          | No posee                      |
| Sportivo Palermo         | Buenos Aires         | No posee                      |
| Talleres (RE)            | Remedios de Escalada | Timote y Castro               |
| Villa Dálmine            | Campana              | El Coliseo de Mitre y Puccini |

### Distribución geográfica de los equipos
| Región                                   | Cant. | Equipos |
| ---------------------------------------- | ----- | --- |
| Conurbano bonaerense                     | 7     | Brown de Adrogué, Colegiales, Ferrocarril Midland, J.J Urquiza, Luz y Fuerza, Sportivo Italiano y Talleres (RE) |
| Ciudad de Buenos Aires                   | 5     | Barracas Central, Comunicaciones, Deportivo Riestra, Fénix y Sportivo Palermo                                   |
| Interior de la provincia de Buenos Aires | 4     | Flandria, Leandro N. Alem, Sarmiento de Junín y Villa Dálmine                                                   |
| Gran La Plata                            | 1     | Defensores de Cambaceres                                                                                        |
| Ciudad de Rosario                        | 1     | Central Córdoba (R)                                                                                             |

## Tabla de posiciones

### Zona A
| Pos. | Equipo                   | Pts. | PJ | PG | PE | PP | GF | GC | Dif. |
| ---- | ------------------------ | ---- | -- | -- | -- | -- | -- | -- | ---- |
| 1.º  | Talleres (RE)            | 24   | 16 | 11 | 2  | 3  | 38 | 11 | 27   |
| 2.º  | Comunicaciones           | 24   | 16 | 11 | 2  | 3  | 34 | 20 | 14   |
| 3.º  | Central Córdoba (R)      | 23   | 16 | 9  | 5  | 2  | 32 | 18 | 14   |
| 4.º  | Sportivo Italiano        | 21   | 16 | 9  | 3  | 4  | 24 | 17 | 7    |
| 5.º  | Brown de Adrogué         | 15   | 16 | 6  | 3  | 7  | 24 | 22 | 2    |
| 6.º  | Defensores de Cambaceres | 15   | 16 | 4  | 7  | 5  | 27 | 29 | −2   |
| 7.º  | Deportivo Riestra        | 12   | 16 | 5  | 2  | 9  | 15 | 26 | −11  |
| 8.º  | Fénix                    | 8    | 16 | 3  | 2  | 11 | 19 | 37 | −18  |
| 9.º  | Barracas Central         | 2    | 16 | 0  | 2  | 14 | 9  | 42 | −33  |

|  | Clasificó al Torneo Campeonato    |
|  | Disputó el Torneo Reclasificación |

### Zona B
| Pos. | Equipo              | Pts. | PJ | PG | PE | PP | GF | GC | Dif. |
| ---- | ------------------- | ---- | -- | -- | -- | -- | -- | -- | ---- |
| 1.º  | Flandria            | 26   | 16 | 12 | 2  | 2  | 37 | 17 | 20   |
| 2.º  | J.J. Urquiza        | 23   | 16 | 9  | 5  | 2  | 38 | 19 | 19   |
| 3.º  | Sarmiento de Junín  | 22   | 16 | 7  | 8  | 1  | 30 | 17 | 13   |
| 4.º  | Ferrocarril Midland | 17   | 16 | 5  | 7  | 4  | 27 | 23 | 4    |
| 5.º  | Villa Dálmine       | 15   | 16 | 6  | 3  | 7  | 26 | 18 | 8    |
| 6.º  | Colegiales          | 15   | 16 | 6  | 3  | 7  | 22 | 20 | 2    |
| 7.º  | Leandro N. Alem     | 12   | 16 | 4  | 4  | 8  | 18 | 28 | −10  |
| 8.º  | Luz y Fuerza        | 7    | 16 | 2  | 3  | 11 | 18 | 32 | −14  |
| 9.º  | Sportivo Palermo    | 7    | 16 | 2  | 3  | 11 | 15 | 57 | −42  |

|  | Clasificó al Torneo Campeonato    |
|  | Disputó el Torneo Reclasificación |

## Resultados

### Zona A
| Central Córdoba (R) | 4 - 0 | Defensores de Cambaceres | Central Córdoba (R) | 29 de marzo |
| Comunicaciones      | 1 - 0 | Fénix                    | Comunicaciones      | 29 de marzo |
| Talleres (RE)       | 3 - 1 | Deportivo Riestra        | Timote y Castro     | 29 de marzo |
| Brown de Adrogué    | 2 - 0 | Sportivo Italiano        | Brown de Adrogué    | 29 de marzo |

| Sportivo Italiano        | 0 - 3 | Talleres (RE)       | Ferro Carril Oeste          | 5 de abril |
| Deportivo Riestra        | 1 - 2 | Comunicaciones      | Malaver y Posadas           | 5 de abril |
| Fénix                    | 2 - 1 | Central Córdoba (R) | Concepción Arenal           | 5 de abril |
| Defensores de Cambaceres | 3 - 1 | Barracas Central    | Camino Rivadavia y Quintana | 5 de abril |

| Barracas Central    | 0 - 2 | Fénix             | Olavarría y Luna    | 12 de abril |
| Central Córdoba (R) | 2 - 1 | Deportivo Riestra | Central Córdoba (R) | 12 de abril |
| Comunicaciones      | 0 - 1 | Sportivo Italiano | Comunicaciones      | 12 de abril |
| Talleres (RE)       | 1 - 0 | Brown de Adrogué  | Timote y Castro     | 12 de abril |

| Brown de Adrogué  | 2 - 2 | Comunicaciones           | Brown de Adrogué   | 26 de abril |
| Sportivo Italiano | 1 - 1 | Central Córdoba (R)      | Ferro Carril Oeste | 26 de abril |
| Deportivo Riestra | 1 - 1 | Barracas Central         | Riestra y Lacarra  | 26 de abril |
| Fénix             | 1 - 2 | Defensores de Cambaceres | Concepción Arenal  | 26 de abril |

| Defensores de Cambaceres | 5 - 1 | Deportivo Riestra | Camino Rivadavia y Quintana | 3 de mayo |
| Barracas Central         | 0 - 2 | Sportivo Italiano | Olavarría y Luna            | 3 de mayo |
| Central Córdoba (R)      | 3 - 1 | Brown de Adrogué  | Central Córdoba (R)         | 3 de mayo |
| Comunicaciones           | 2 - 1 | Talleres (RE)     | Comunicaciones              | 3 de mayo |

| Talleres (RE)     | 0 - 0 | Central Córdoba (R)      | Timote y Castro    | 10 de mayo |
| Brown de Adrogué  | 2 - 0 | Barracas Central         | Brown de Adrogué   | 10 de mayo |
| Sportivo Italiano | 1 - 0 | Defensores de Cambaceres | Ferro Carril Oeste | 10 de mayo |
| Deportivo Riestra | 1 - 0 | Fénix                    | Riestra y Lacarra  | 10 de mayo |

| Fénix                    | 3 - 7 | Sportivo Italiano | Concepción Arenal           | 17 de mayo |
| Central Córdoba (R)      | 1 - 4 | Comunicaciones    | Central Córdoba (R)         | 17 de mayo |
| Defensores de Cambaceres | 1 - 1 | Brown de Adrogué  | Camino Rivadavia y Quintana | 24 de mayo |
| Barracas Central         | 0 - 7 | Talleres (RE)     | Olavarría y Luna            | 24 de mayo |

| Comunicaciones    | 4 - 0 | Barracas Central         | Comunicaciones     | 31 de mayo |
| Talleres (RE)     | 2 - 2 | Defensores de Cambaceres | Timote y Castro    | 31 de mayo |
| Brown de Adrogué  | 0 - 0 | Fénix                    | Brown de Adrogué   | 31 de mayo |
| Sportivo Italiano | 1 - 2 | Deportivo Riestra        | Ferro Carril Oeste | 31 de mayo |

| Deportivo Riestra        | 1 - 0 | Brown de Adrogué    | Riestra y Lacarra           | 7 de junio |
| Fénix                    | 2 - 5 | Talleres (RE)       | Concepción Arenal           | 7 de junio |
| Defensores de Cambaceres | 2 - 2 | Comunicaciones      | Camino Rivadavia y Quintana | 7 de junio |
| Barracas Central         | 1 - 2 | Central Córdoba (R) | Olavarría y Luna            | 7 de junio |

| Defensores de Cambaceres | 2 - 2 | Central Córdoba (R) | Camino Rivadavia y Quintana | 25 de junio |
| Fénix                    | 1 - 4 | Comunicaciones      | Concepción Arenal           | 14 de junio |
| Deportivo Riestra        | 0 - 1 | Talleres (RE)       | Riestra y Lacarra           | 14 de junio |
| Sportivo Italiano        | 3 - 1 | Brown de Adrogué    | ***Sp. Italiano             | 14 de junio |

| Talleres (RE)       | 1 - 2 | Sportivo Italiano        | Timote y Castro     | 21 de junio |
| Comunicaciones      | 3 - 0 | Deportivo Riestra        | Comunicaciones      | 21 de junio |
| Central Córdoba (R) | 1 - 1 | Fénix                    | Central Córdoba (R) | 21 de junio |
| Barracas Central    | 1 - 1 | Defensores de Cambaceres | Olavarría y Luna    | 21 de junio |

| Deportivo Riestra | 2 - 3 | Central Córdoba (R) | Riestra y Lacarra  | 28 de junio |
| Sportivo Italiano | 0 - 1 | Comunicaciones      | Ferro Carril Oeste | 28 de junio |
| Fénix             | 2 - 0 | Barracas Central    | Concepción Arenal  | 2 de julio  |
| Brown de Adrogué  | 0 - 2 | Talleres (RE)       | Brown de Adrogué   | 2 de julio  |

| Comunicaciones           | 2 - 1 | Brown de Adrogué  | Comunicaciones              | 5 de julio |
| Central Córdoba (R)      | 0 - 0 | Sportivo Italiano | Central Córdoba (R)         | 5 de julio |
| Barracas Central         | 1 - 2 | Deportivo Riestra | Olavarría y Luna            | 9 de julio |
| Defensores de Cambaceres | 5 - 2 | Fénix             | Camino Rivadavia y Quintana | 9 de julio |

| Deportivo Riestra | 0 - 0 | Defensores de Cambaceres | Riestra y Lacarra | 12 de julio |
| Sportivo Italiano | 1 - 0 | Barracas Central         | Deportivo Español | 12 de julio |
| Brown de Adrogué  | 0 - 2 | Central Córdoba (R)      | Brown de Adrogué  | 12 de julio |
| Talleres (RE)     | 6 - 0 | Comunicaciones           | Timote y Castro   | 12 de julio |

| Central Córdoba (R)      | 1 - 0 | Talleres (RE)     | Central Córdoba (R)         | 19 de julio |
| Barracas Central         | 2 - 4 | Brown de Adrogué  | Olavarría y Luna            | 19 de julio |
| Defensores de Cambaceres | 1 - 1 | Sportivo Italiano | Camino Rivadavia y Quintana | 19 de julio |
| Fénix                    | 0 - 2 | Deportivo Riestra | Concepción Arenal           | 19 de julio |

| Sportivo Italiano | 3 - 2 | Fénix                    | Ferro Carril Oeste | 26 de julio |
| Brown de Adrogué  | 4 - 2 | Defensores de Cambaceres | Brown de Adrogué   | 26 de julio |
| Talleres (RE)     | 1 - 0 | Barracas Central         | Timote y Castro    | 26 de julio |
| Comunicaciones    | 2 - 3 | Central Córdoba (R)      | Comunicaciones     | 26 de julio |

| Barracas Central         | 1 - 2 | Comunicaciones    | Olavarría y Luna            | 2 de agosto |
| Defensores de Cambaceres | 1 - 3 | Talleres (RE)     | Camino Rivadavia y Quintana | 2 de agosto |
| Fénix                    | 1 - 3 | Brown de Adrogué  | Concepción Arenal           | 2 de agosto |
| Deportivo Riestra        | 0 - 1 | Sportivo Italiano | Riestra y Lacarra           | 2 de agosto |

| Brown de Adrogué    | 3 - 0 | Deportivo Riestra        | Brown de Adrogué | 9 de agosto |
| Talleres (RE)       | 2 - 0 | Fénix                    | Timote y Castro  | 9 de agosto |
| Comunicaciones      | 3 - 0 | Defensores de Cambaceres | Comunicaciones   | 9 de agosto |
| Central Córdoba (R) | 6 - 1 | Barracas Central         | Arroyito         | 9 de agosto |

### Zona B
| Colegiales         | 1 - 0 | Villa Dálmine    | Malaver y Posadas | 29 de marzo |
| Flandria           | 6 - 1 | Luz y Fuerza     | Carlos V          | 30 de marzo |
| Leandro N. Alem    | 4 - 0 | Sportivo Palermo | Leandro N. Alem   | 30 de marzo |
| Sarmiento de Junín | 3 - 3 | J.J. Urquiza     | Eva Perón         | 30 de marzo |

| J.J. Urquiza     | 2 - 2 | Colegiales          | Tres de Febrero               | 5 de abril |
| Luz y Fuerza     | 0 - 2 | Sarmiento de Junín  | Luz y Fuerza                  | 5 de abril |
| Sportivo Palermo | 2 - 3 | Flandria            | Atlanta                       | 5 de abril |
| Villa Dálmine    | 3 - 1 | Ferrocarril Midland | El Coliseo de Mitre y Puccini | 5 de abril |

| Colegiales          | 4 - 0 | Luz y Fuerza     | Malaver y Posadas  | 12 de abril |
| Ferrocarril Midland | 2 - 2 | J.J. Urquiza     | Ciudad de Libertad | 12 de abril |
| Flandria            | 5 - 2 | Leandro N. Alem  | Carlos V           | 13 de abril |
| Sarmiento de Junín  | 0 - 0 | Sportivo Palermo | Eva Perón          | 13 de abril |

| Leandro N. Alem  | 3 - 3 | Sarmiento de Junín  | Leandro N. Alem | 20 de abril |
| J.J. Urquiza     | 3 - 1 | Villa Dálmine       | Almagro         | 26 de abril |
| Luz y Fuerza     | 2 - 2 | Ferrocarril Midland | Luz y Fuerza    | 26 de abril |
| Sportivo Palermo | 0 - 0 | Colegiales          | Atlanta         | 26 de abril |

| Colegiales          | 0 - 1 | Leandro N. Alem  | Malaver y Posadas             | 3 de mayo |
| Ferrocarril Midland | 5 - 2 | Sportivo Palermo | Ciudad de Libertad            | 3 de mayo |
| Villa Dálmine       | 1 - 0 | Luz y Fuerza     | El Coliseo de Mitre y Puccini | 3 de mayo |
| Sarmiento de Junín  | 1 - 1 | Flandria         | Eva Perón                     | 4 de mayo |

| Luz y Fuerza     | 0 - 1 | J.J. Urquiza        | Luz y Fuerza     | 10 de mayo |
| Sportivo Palermo | 0 - 7 | Villa Dálmine       | Olavarría y Luna | 10 de mayo |
| Flandria         | 1 - 0 | Colegiales          | Carlos V         | 11 de mayo |
| Leandro N. Alem  | 1 - 1 | Ferrocarril Midland | Leandro N. Alem  | 11 de mayo |

| J.J. Urquiza        | 4 - 1 | Sportivo Palermo   | Kelsey y Bonifacini           | 17 de mayo |
| Villa Dálmine       | 2 - 0 | Leandro N. Alem    | El Coliseo de Mitre y Puccini | 17 de mayo |
| Colegiales          | 0 - 1 | Sarmiento de Junín | Malaver y Posadas             | 24 de mayo |
| Ferrocarril Midland | 1 - 3 | Flandria           | Ciudad de Libertad            | 24 de mayo |

| Sportivo Palermo   | 1 - 8 | Luz y Fuerza        | Lacarra y Barros Pazos | 31 de mayo |
| Flandria           | 1 - 0 | Villa Dálmine       | Carlos V               | 1 de junio |
| Sarmiento de Junín | 1 - 1 | Ferrocarril Midland | Eva Perón              | 1 de junio |
| Leandro N. Alem    | 0 - 3 | J.J. Urquiza        | Leandro N. Alem        | 1 de junio |

| J.J. Urquiza        | 1 - 2 | Flandria           | Estudiantes (BA)              | 7 de junio |
| Villa Dálmine       | 0 - 0 | Sarmiento de Junín | El Coliseo de Mitre y Puccini | 7 de junio |
| Luz y Fuerza        | 0 - 1 | Leandro N. Alem    | Luz y Fuerza                  | 7 de junio |
| Ferrocarril Midland | 3 - 2 | Colegiales         | Ciudad de Libertad            | 7 de junio |

| J.J. Urquiza     | 2 - 2 | Sarmiento de Junín | Kelsey y Bonifacini           | 14 de junio |
| Luz y Fuerza     | 1 - 4 | Flandria           | Luz y Fuerza                  | 14 de junio |
| Sportivo Palermo | 4 - 1 | Leandro N. Alem    | ***Sp. Palermo                | 14 de junio |
| Villa Dálmine    | 2 - 2 | Colegiales         | El Coliseo de Mitre y Puccini | 14 de junio |

| Colegiales          | 0 - 3 | J.J. Urquiza     | Malaver y Posadas  | 21 de junio |
| Ferrocarril Midland | 2 - 0 | Villa Dálmine    | Ciudad de Libertad | 21 de junio |
| Sarmiento de Junín  | 3 - 1 | Luz y Fuerza     | Eva Perón          | 22 de junio |
| Flandria            | 0 - 0 | Sportivo Palermo | Carlos V           | 22 de junio |

| Leandro N. Alem  | 1 - 4 | Flandria            | Leandro N. Alem  | 28 de junio |
| Luz y Fuerza     | 1 - 2 | Colegiales          | Luz y Fuerza     | 28 de junio |
| Sportivo Palermo | 0 - 4 | Sarmiento de Junín  | ***Sp. Palermo   | 28 de junio |
| J.J. Urquiza     | 3 - 0 | Ferrocarril Midland | Estudiantes (BA) | 2 de julio  |

| Colegiales          | 4 - 1 | Sportivo Palermo | Malaver y Posadas             | 5 de julio |
| Villa Dálmine       | 0 - 2 | J.J. Urquiza     | El Coliseo de Mitre y Puccini | 5 de julio |
| Sarmiento de Junín  | 4 - 2 | Leandro N. Alem  | Eva Perón                     | 5 de julio |
| Ferrocarril Midland | 1 - 1 | Luz y Fuerza     | Ciudad de Libertad            | 9 de julio |

| Leandro N. Alem  | 0 - 1 | Colegiales          | Leandro N. Alem | 12 de julio |
| Luz y Fuerza     | 0 - 0 | Villa Dálmine       | Luz y Fuerza    | 12 de julio |
| Flandria         | 2 - 1 | Sarmiento de Junín  | Carlos V        | 12 de julio |
| Sportivo Palermo | 0 - 5 | Ferrocarril Midland | Atlanta         | 12 de julio |

| Colegiales          | 3 - 1 | Flandria         | Malaver y Posadas             | 19 de julio |
| Ferrocarril Midland | 0 - 0 | Leandro N. Alem  | Ciudad de Libertad            | 19 de julio |
| J.J. Urquiza        | 3 - 2 | Luz y Fuerza     | Estudiantes (BA)              | 19 de julio |
| Villa Dálmine       | 7 - 1 | Sportivo Palermo | El Coliseo de Mitre y Puccini | 19 de julio |

| Flandria           | 1 - 0 | Ferrocarril Midland | Carlos V        | 26 de julio |
| Leandro N. Alem    | 2 - 0 | Villa Dálmine       | Leandro N. Alem | 26 de julio |
| Sarmiento de Junín | 2 - 0 | Colegiales          | Eva Perón       | 26 de julio |
| Sportivo Palermo   | 2 - 5 | J.J. Urquiza        | Atlanta         | 26 de julio |

| Ferrocarril Midland | 1 - 1 | Sarmiento de Junín | Ciudad de Libertad            | 2 de agosto |
| J.J. Urquiza        | 0 - 0 | Leandro N. Alem    | Malaver y Posadas             | 2 de agosto |
| Luz y Fuerza        | 0 - 1 | Sportivo Palermo   | Luz y Fuerza                  | 2 de agosto |
| Villa Dálmine       | 2 - 1 | Flandria           | El Coliseo de Mitre y Puccini | 2 de agosto |

| Colegiales         | 1 - 2 | Ferrocarril Midland | Malaver y Posadas | 9 de agosto |
| Flandria           | 2 - 1 | J.J. Urquiza        | Carlos V          | 9 de agosto |
| Leandro N. Alem    | 0 - 1 | Luz y Fuerza        | Leandro N. Alem   | 9 de agosto |
| Sarmiento de Junín | 2 - 1 | Villa Dálmine       | Eva Perón         | 9 de agosto |

## Torneo Campeonato

### Tabla de posiciones
| Pos. | Equipo              | Pts. | PJ | PG | PE | PP | GF | GC | Dif. |
| ---- | ------------------- | ---- | -- | -- | -- | -- | -- | -- | ---- |
| 1.º  | Comunicaciones      | 21   | 14 | 8  | 5  | 1  | 36 | 21 | 15   |
| 2.º  | Central Córdoba (R) | 19   | 14 | 8  | 3  | 3  | 26 | 12 | 14   |
| 3.º  | Talleres (RE)       | 19   | 14 | 8  | 3  | 3  | 28 | 16 | 12   |
| 4.º  | Sarmiento de Junín  | 17   | 14 | 7  | 3  | 4  | 31 | 21 | 10   |
| 5.º  | Flandria            | 12   | 14 | 5  | 2  | 7  | 22 | 25 | −3   |
| 6.º  | J.J. Urquiza        | 9    | 14 | 3  | 3  | 8  | 16 | 41 | −25  |
| 7.º  | Sportivo Italiano   | 8    | 14 | 2  | 4  | 8  | 22 | 33 | −11  |
| 8.º  | Ferrocarril Midland | 7    | 14 | 1  | 5  | 8  | 17 | 29 | −12  |

|  | Se consagró campeón y clasificó al Torneo Reclasificación de Primera B |
|  | Clasificó al Torneo Reclasificación de Primera B                       |

### Resultados
| Central Córdoba (R) | 3 - 1 | J.J. Urquiza      | Central Córdoba (R) | 16 de agosto |
| Comunicaciones      | 2 - 2 | Sportivo Italiano | Comunicaciones      | 16 de agosto |
| Ferrocarril Midland | 1 - 1 | Talleres (RE)     | Ciudad de Libertad  | 16 de agosto |
| Sarmiento de Junín  | 0 - 0 | Flandria          | Eva Perón           | 17 de agosto |

| Ferrocarril Midland | 2 - 3 | Comunicaciones      | Ciudad de Libertad | 23 de agosto |
| Flandria            | 2 - 1 | Sportivo Italiano   | Carlos V           | 23 de agosto |
| J.J. Urquiza        | 1 - 0 | Sarmiento de Junín  | Estudiantes (BA)   | 23 de agosto |
| Talleres (RE)       | 0 - 0 | Central Córdoba (R) | Timote y Castro    | 23 de agosto |

| Central Córdoba (R) | 3 - 1 | Ferrocarril Midland | Central Córdoba (R) | 30 de agosto |
| Comunicaciones      | 4 - 2 | Flandria            | Comunicaciones      | 30 de agosto |
| Sarmiento de Junín  | 3 - 2 | Talleres (RE)       | Eva Perón           | 30 de agosto |
| Sportivo Italiano   | 1 - 1 | J.J. Urquiza        | Ferro Carril Oeste  | 30 de agosto |

| Central Córdoba (R) | 1 - 1 | Comunicaciones     | Central Córdoba (R) | 6 de septiembre |
| Ferrocarril Midland | 1 - 2 | Sarmiento de Junín | Ciudad de Libertad  | 6 de septiembre |
| J.J. Urquiza        | 2 - 4 | Flandria           | Estudiantes (BA)    | 6 de septiembre |
| Talleres (RE)       | 2 - 1 | Sportivo Italiano  | Timote y Castro     | 6 de septiembre |

| Comunicaciones     | 1 - 1 | J.J. Urquiza        | Comunicaciones     | 13 de septiembre |
| Sportivo Italiano  | 2 - 2 | Ferrocarril Midland | Ferro Carril Oeste | 13 de septiembre |
| Flandria           | 0 - 2 | Talleres (RE)       | Carlos V           | 14 de septiembre |
| Sarmiento de Junín | 1 - 0 | Central Córdoba (R) | Eva Perón          | 14 de septiembre |

| Central Córdoba (R) | 2 - 0 | Sportivo Italiano | Central Córdoba (R) | 20 de septiembre |
| Ferrocarril Midland | 3 - 2 | Flandria          | Ciudad de Libertad  | 20 de septiembre |
| Talleres (RE)       | 1 - 1 | J.J. Urquiza      | Timote y Castro     | 20 de septiembre |
| Sarmiento de Junín  | 1 - 3 | Comunicaciones    | Eva Perón           | 21 de septiembre |

| Comunicaciones    | 4 - 3 | Talleres (RE)       | Comunicaciones      | 27 de septiembre |
| J.J. Urquiza      | 1 - 0 | Ferrocarril Midland | Kelsey y Bonifacini | 27 de septiembre |
| Sportivo Italiano | 1 - 3 | Sarmiento de Junín  | Pampa y Miñones     | 27 de septiembre |
| Flandria          | 3 - 1 | Central Córdoba (R) | Carlos V            | 28 de septiembre |

| J.J. Urquiza      | 0 - 6 | Central Córdoba (R) | Comunicaciones     | 4 de octubre |
| Sportivo Italiano | 1 - 5 | Comunicaciones      | Ferro Carril Oeste | 4 de octubre |
| Talleres (RE)     | 2 - 0 | Ferrocarril Midland | Timote y Castro    | 4 de octubre |
| Flandria          | 2 - 2 | Sarmiento de Junín  | Carlos V           | 5 de octubre |

| Central Córdoba (R) | 1 - 0 | Talleres (RE)       | Central Córdoba (R) | 11 de octubre |
| Comunicaciones      | 1 - 1 | Ferrocarril Midland | Comunicaciones      | 11 de octubre |
| Sarmiento de Junín  | 6 - 1 | J.J. Urquiza        | Eva Perón           | 11 de octubre |
| Sportivo Italiano   | 3 - 1 | Flandria            | Estudiantes (BA)    | 11 de octubre |

| Ferrocarril Midland | 0 - 0 | Central Córdoba (R) | Ciudad de Libertad | 18 de octubre |
| Flandria            | 0 - 1 | Comunicaciones      | Municipal de Luján | 18 de octubre |
| J.J. Urquiza        | 1 - 3 | Sportivo Italiano   | All Boys           | 18 de octubre |
| Talleres (RE)       | 3 - 2 | Sarmiento de Junín  | Timote y Castro    | 18 de octubre |

| Comunicaciones     | 2 - 1 | Central Córdoba (R) | Comunicaciones     | 25 de octubre |
| Flandria           | 3 - 1 | J.J. Urquiza        | Malaver y Posadas  | 25 de octubre |
| Sarmiento de Junín | 4 - 1 | Ferrocarril Midland | Eva Perón          | 25 de octubre |
| Sportivo Italiano  | 1 - 2 | Talleres (RE)       | Ferro Carril Oeste | 25 de octubre |

| Central Córdoba (R) | 3 - 1 | Sarmiento de Junín | Central Córdoba (R) | 1 de noviembre |
| Ferrocarril Midland | 3 - 3 | Sportivo Italiano  | Ciudad de Libertad  | 1 de noviembre |
| J.J. Urquiza        | 1 - 7 | Comunicaciones     | Luz y Fuerza        | 1 de noviembre |
| Talleres (RE)       | 2 - 1 | Flandria           | Timote y Castro     | 1 de noviembre |

| Comunicaciones    | 2 - 2 | Sarmiento de Junín  | Comunicaciones     | 5 de noviembre |
| Flandria          | 2 - 1 | Ferrocarril Midland | Carlos V           | 5 de noviembre |
| J.J. Urquiza      | 1 - 5 | Talleres (RE)       | All Boys           | 5 de noviembre |
| Sportivo Italiano | 2 - 3 | Central Córdoba (R) | Ferro Carril Oeste | 5 de noviembre |

| Central Córdoba (R) | 2 - 0 | Flandria          | Central Córdoba (R) | 8 de noviembre |
| Ferrocarril Midland | 1 - 3 | J.J. Urquiza      | Ciudad de Libertad  | 8 de noviembre |
| Sarmiento de Junín  | 4 - 1 | Sportivo Italiano | Eva Perón           | 8 de noviembre |
| Talleres (RE)       | 3 - 0 | Comunicaciones    | Timote y Castro     | 8 de noviembre |

## Torneo Reclasificación

### Tabla de posiciones
| Pos. | Equipo                   | Pts. | PJ | PG | PE | PP | GF | GC | Dif. |
| ---- | ------------------------ | ---- | -- | -- | -- | -- | -- | -- | ---- |
| 1.º  | Deportivo Riestra        | 26   | 18 | 9  | 8  | 1  | 29 | 9  | 20   |
| 2.º  | Colegiales               | 25   | 18 | 9  | 7  | 2  | 28 | 17 | 11   |
| 3.º  | Villa Dálmine            | 23   | 18 | 8  | 7  | 3  | 33 | 22 | 11   |
| 4.º  | Brown de Adrogué         | 22   | 18 | 9  | 4  | 5  | 31 | 29 | 2    |
| 5.º  | Leandro N. Alem          | 20   | 18 | 6  | 8  | 4  | 27 | 20 | 7    |
| 6.º  | Fénix                    | 16   | 18 | 5  | 6  | 7  | 32 | 30 | 2    |
| 7.º  | Barracas Central         | 16   | 18 | 5  | 6  | 7  | 22 | 31 | −9   |
| 8.º  | Sportivo Palermo         | 13   | 18 | 6  | 1  | 11 | 28 | 35 | −7   |
| 9.º  | Luz y Fuerza             | 11   | 18 | 4  | 3  | 11 | 15 | 29 | −14  |
| 10.º | Defensores de Cambaceres | 8    | 18 | 2  | 4  | 12 | 18 | 41 | −23  |

|  | Ganó el Torneo Reclasificación                                                                  |
|  | Disputó el Torneo Reclasificación con equipos de la Primera Aficionados para evitar el descenso |

### Resultados
| Barracas Central         | 1 - 1 | Luz y Fuerza      | Olavarría y Luna            | 16 de agosto |
| Defensores de Cambaceres | 0 - 2 | Colegiales        | Camino Rivadavia y Quintana | 16 de agosto |
| Brown de Adrogué         | 3 - 2 | Sportivo Palermo  | Brown de Adrogué            | 16 de agosto |
| Fénix                    | 1 - 1 | Villa Dálmine     | Concepción Arenal           | 16 de agosto |
| Leandro N. Alem          | 1 - 1 | Deportivo Riestra | Leandro N. Alem             | 17 de agosto |

| Leandro N. Alem   | 4 - 2 | Barracas Central         | Leandro N. Alem               | 23 de agosto |
| Deportivo Riestra | 1 - 1 | Fénix                    | Riestra y Lacarra             | 23 de agosto |
| Villa Dálmine     | 0 - 2 | Brown de Adrogué         | El Coliseo de Mitre y Puccini | 23 de agosto |
| Sportivo Palermo  | 1 - 1 | Defensores de Cambaceres | Pampa y Miñones               | 23 de agosto |
| Colegiales        | 2 - 0 | Luz y Fuerza             | Malaver y Posadas             | 23 de agosto |

| Barracas Central         | 2 - 2 | Colegiales        | Olavarría y Luna            | 30 de agosto |
| Luz y Fuerza             | 0 - 2 | Sportivo Palermo  | Luz y Fuerza                | 30 de agosto |
| Defensores de Cambaceres | 0 - 0 | Villa Dálmine     | Camino Rivadavia y Quintana | 30 de agosto |
| Brown de Adrogué         | 2 - 0 | Deportivo Riestra | Brown de Adrogué            | 30 de agosto |
| Fénix                    | 1 - 1 | Leandro N. Alem   | Concepción Arenal           | 30 de agosto |

| Fénix             | 5 - 1 | Barracas Central         | Concepción Arenal             | 6 de septiembre |
| Leandro N. Alem   | 6 - 0 | Brown de Adrogué         | Leandro N. Alem               | 6 de septiembre |
| Deportivo Riestra | 2 - 0 | Defensores de Cambaceres | Riestra y Lacarra             | 6 de septiembre |
| Villa Dálmine     | 3 - 1 | Luz y Fuerza             | El Coliseo de Mitre y Puccini | 6 de septiembre |
| Sportivo Palermo  | 2 - 4 | Colegiales               | Atlanta                       | 6 de septiembre |

| Barracas Central         | 3 - 1 | Sportivo Palermo  | Olavarría y Luna            | 13 de septiembre |
| Colegiales               | 1 - 0 | Villa Dálmine     | Malaver y Posadas           | 13 de septiembre |
| Luz y Fuerza             | 0 - 4 | Deportivo Riestra | Luz y Fuerza                | 13 de septiembre |
| Defensores de Cambaceres | 1 - 2 | Leandro N. Alem   | Camino Rivadavia y Quintana | 13 de septiembre |
| Brown de Adrogué         | 3 - 0 | Fénix             | Brown de Adrogué            | 13 de septiembre |

| Brown de Adrogué  | 1 - 1 | Barracas Central         | Brown de Adrogué              | 20 de septiembre |
| Fénix             | 5 - 2 | Defensores de Cambaceres | Concepción Arenal             | 20 de septiembre |
| Deportivo Riestra | 2 - 0 | Colegiales               | Riestra y Lacarra             | 20 de septiembre |
| Villa Dálmine     | 4 - 1 | Sportivo Palermo         | El Coliseo de Mitre y Puccini | 20 de septiembre |
| Leandro N. Alem   | 1 - 1 | Luz y Fuerza             | Leandro N. Alem               | 21 de septiembre |

| Barracas Central         | 2 - 3 | Villa Dálmine     | Olavarría y Luna            | 27 de septiembre |
| Sportivo Palermo         | 0 - 2 | Deportivo Riestra | Atlanta                     | 27 de septiembre |
| Colegiales               | 2 - 2 | Leandro N. Alem   | Malaver y Posadas           | 27 de septiembre |
| Luz y Fuerza             | 2 - 1 | Fénix             | Luz y Fuerza                | 27 de septiembre |
| Defensores de Cambaceres | 0 - 3 | Brown de Adrogué  | Camino Rivadavia y Quintana | 27 de septiembre |

| Defensores de Cambaceres | 1 - 3 | Barracas Central | Camino Rivadavia y Quintana | 4 de octubre |
| Brown de Adrogué         | 1 - 0 | Luz y Fuerza     | Brown de Adrogué            | 4 de octubre |
| Fénix                    | 1 - 2 | Colegiales       | Concepción Arenal           | 4 de octubre |
| Deportivo Riestra        | 1 - 1 | Villa Dálmine    | Riestra y Lacarra           | 4 de octubre |
| Leandro N. Alem          | 1 - 0 | Sportivo Palermo | Leandro N. Alem             | 5 de octubre |

| Barracas Central | 0 - 3 | Deportivo Riestra        | Olavarría y Luna              | 11 de octubre |
| Villa Dálmine    | 1 - 1 | Leandro N. Alem          | El Coliseo de Mitre y Puccini | 11 de octubre |
| Sportivo Palermo | 3 - 2 | Fénix                    | Atlanta                       | 11 de octubre |
| Colegiales       | 2 - 2 | Brown de Adrogué         | Malaver y Posadas             | 11 de octubre |
| Luz y Fuerza     | 3 - 1 | Defensores de Cambaceres | Luz y Fuerza                  | 11 de octubre |

| Luz y Fuerza      | 0 - 1 | Barracas Central         | Luz y Fuerza                  | 18 de octubre |
| Colegiales        | 1 - 1 | Defensores de Cambaceres | Malaver y Posadas             | 18 de octubre |
| Sportivo Palermo  | 4 - 1 | Brown de Adrogué         | Atlanta                       | 18 de octubre |
| Villa Dálmine     | 5 - 2 | Fénix                    | El Coliseo de Mitre y Puccini | 18 de octubre |
| Deportivo Riestra | 1 - 0 | Leandro N. Alem          | Riestra y Lacarra             | 18 de octubre |

| Barracas Central         | 0 - 0 | Leandro N. Alem   | Olavarría y Luna            | 25 de octubre |
| Fénix                    | 1 - 1 | Deportivo Riestra | Concepción Arenal           | 25 de octubre |
| Brown de Adrogué         | 4 - 2 | Villa Dálmine     | Brown de Adrogué            | 25 de octubre |
| Defensores de Cambaceres | 4 - 2 | Sportivo Palermo  | Camino Rivadavia y Quintana | 25 de octubre |
| Luz y Fuerza             | 0 - 0 | Colegiales        | Luz y Fuerza                | 25 de octubre |

| Colegiales        | 3 - 0 | Barracas Central         | Malaver y Posadas             | 1 de noviembre |
| Sportivo Palermo  | 3 - 0 | Luz y Fuerza             | Atlanta                       | 1 de noviembre |
| Villa Dálmine     | 3 - 1 | Defensores de Cambaceres | El Coliseo de Mitre y Puccini | 1 de noviembre |
| Deportivo Riestra | 1 - 1 | Brown de Adrogué         | Riestra y Lacarra             | 1 de noviembre |
| Leandro N. Alem   | 1 - 1 | Fénix                    | Leandro N. Alem               | 2 de noviembre |

| Barracas Central         | 1 - 1 | Fénix             | Olavarría y Luna            | 8 de noviembre |
| Brown de Adrogué         | 1 - 0 | Leandro N. Alem   | Brown de Adrogué            | 8 de noviembre |
| Defensores de Cambaceres | 0 - 4 | Deportivo Riestra | Camino Rivadavia y Quintana | 8 de noviembre |
| Luz y Fuerza             | 1 - 2 | Villa Dálmine     | Luz y Fuerza                | 8 de noviembre |
| Colegiales               | 2 - 1 | Sportivo Palermo  | Malaver y Posadas           | 8 de noviembre |

| Sportivo Palermo  | 2 - 1 | Barracas Central         | Atlanta                       | 11 de noviembre |
| Villa Dálmine     | 1 - 1 | Colegiales               | El Coliseo de Mitre y Puccini | 11 de noviembre |
| Deportivo Riestra | 3 - 1 | Luz y Fuerza             | Riestra y Lacarra             | 11 de noviembre |
| Leandro N. Alem   | 4 - 1 | Defensores de Cambaceres | Leandro N. Alem               | 11 de noviembre |
| Fénix             | 4 - 2 | Brown de Adrogué         | Concepción Arenal             | 11 de noviembre |

| Barracas Central         | 2 - 0 | Brown de Adrogué  | Olavarría y Luna            | 15 de noviembre |
| Defensores de Cambaceres | 1 - 2 | Fénix             | Camino Rivadavia y Quintana | 15 de noviembre |
| Luz y Fuerza             | 2 - 0 | Leandro N. Alem   | Luz y Fuerza                | 15 de noviembre |
| Colegiales               | 0 - 0 | Deportivo Riestra | Malaver y Posadas           | 15 de noviembre |
| Sportivo Palermo         | 1 - 2 | Villa Dálmine     | Atlanta                     | 15 de noviembre |

| Villa Dálmine     | 3 - 0 | Barracas Central         | El Coliseo de Mitre y Puccini | 22 de noviembre |
| Deportivo Riestra | 2 - 0 | Sportivo Palermo         | Riestra y Lacarra             | 22 de noviembre |
| Leandro N. Alem   | 2 - 1 | Colegiales               | Leandro N. Alem               | 22 de noviembre |
| Fénix             | 1 - 2 | Luz y Fuerza             | Concepción Arenal             | 22 de noviembre |
| Brown de Adrogué  | 2 - 2 | Defensores de Cambaceres | Brown de Adrogué              | 22 de noviembre |

| Barracas Central | 2 - 1 | Defensores de Cambaceres | Olavarría y Luna              | 29 de noviembre |
| Luz y Fuerza     | 1 - 2 | Brown de Adrogué         | Luz y Fuerza                  | 29 de noviembre |
| Colegiales       | 1 - 0 | Fénix                    | Malaver y Posadas             | 29 de noviembre |
| Sportivo Palermo | 3 - 0 | Leandro N. Alem          | Atlanta                       | 29 de noviembre |
| Villa Dálmine    | 1 - 1 | Deportivo Riestra        | El Coliseo de Mitre y Puccini | 29 de noviembre |

| Deportivo Riestra        | 0 - 0 | Barracas Central | Riestra y Lacarra           | 6 de diciembre |
| Leandro N. Alem          | 1 - 1 | Villa Dálmine    | Leandro N. Alem             | 6 de diciembre |
| Fénix                    | 3 - 0 | Sportivo Palermo | Concepción Arenal           | 6 de diciembre |
| Brown de Adrogué         | 1 - 2 | Colegiales       | Brown de Adrogué            | 6 de diciembre |
| Defensores de Cambaceres | 1 - 0 | Luz y Fuerza     | Camino Rivadavia y Quintana | 6 de diciembre |

## Torneo de Reclasificación de Primera B

### Tabla de posiciones
| Pos. | Equipo               | Pts. | PJ | PG | PE | PP | GF | GC | Dif. |
| ---- | -------------------- | ---- | -- | -- | -- | -- | -- | -- | ---- |
| 1.º  | Comunicaciones       | 10   | 6  | 5  | 0  | 1  | 22 | 5  | 17   |
| 2.º  | Almagro              | 10   | 6  | 4  | 2  | 0  | 17 | 8  | 9    |
| 3.º  | Talleres (RE)        | 9    | 6  | 4  | 1  | 1  | 14 | 7  | 7    |
| 4.º  | Dock Sud             | 6    | 6  | 3  | 0  | 3  | 12 | 13 | −1   |
| 5.º  | Central Córdoba (R)  | 4    | 6  | 2  | 0  | 4  | 13 | 23 | −10  |
| 6.º  | El Porvenir          | 2    | 6  | 1  | 0  | 5  | 7  | 16 | −9   |
| 7.º  | Argentino de Quilmes | 1    | 6  | 0  | 1  | 5  | 5  | 18 | −13  |

|  | Ascendió a la Primera B    |
|  | Permaneció en la Primera B |
|  | Permaneció en la Primera C |
|  | Descendió a la Primera C   |

### Resultados
| Talleres (RE)        | 2 - 0 | El Porvenir         | Alfredo Beranger | 15 de noviembre |
| Dock Sud             | 0 - 1 | Comunicaciones      | Nueva Chicago    | 15 de noviembre |
| Argentino de Quilmes | 1 - 3 | Central Córdoba (R) | Eva Perón        | 15 de noviembre |

| Central Córdoba (R) | 2 - 4 | Talleres (RE) | Eva Perón       | 22 de noviembre |
| El Porvenir         | 0 - 2 | Dock Sud      | Pampa y Miñones | 22 de noviembre |
| Comunicaciones      | 2 - 3 | Almagro       | All Boys        | 22 de noviembre |

| Almagro       | 4 - 0 | El Porvenir          | Nueva Chicago | 29 de noviembre |
| Dock Sud      | 4 - 3 | Central Córdoba (R)  | Eva Perón     | 29 de noviembre |
| Talleres (RE) | 3 - 1 | Argentino de Quilmes | El Viaducto   | 29 de noviembre |

| Argentino de Quilmes | 1 - 2 | Dock Sud       | Alfredo Beranger | 3 de diciembre |
| Central Córdoba (R)  | 2 - 4 | Almagro        | Eva Perón        | 3 de diciembre |
| El Porvenir          | 0 - 6 | Comunicaciones | Nueva Chicago    | 3 de diciembre |

| Comunicaciones | 9 - 1 | Central Córdoba (R)  | Eva Perón        | 6 de diciembre |
| Almagro        | 1 - 1 | Argentino de Quilmes | Nueva Chicago    | 6 de diciembre |
| Dock Sud       | 2 - 4 | Talleres (RE)        | Alfredo Beranger | 6 de diciembre |

| Talleres (RE)        | 1 - 1 | Almagro        | Ferro Carril Oeste | 13 de diciembre |
| Argentino de Quilmes | 1 - 3 | Comunicaciones | El Viaducto        | 13 de diciembre |
| Central Córdoba (R)  | 2 - 1 | El Porvenir    | Eva Perón          | 13 de diciembre |

| El Porvenir    | 6 - 0 | Argentino de Quilmes | Alfredo Beranger   | 20 de diciembre |
| Comunicaciones | 1 - 0 | Talleres (RE)        | El Gasómetro       | 20 de diciembre |
| Almagro        | 4 - 2 | Dock Sud             | Ferro Carril Oeste | 20 de diciembre |

## Torneo Reclasificación Primera C-Aficionados

### Tabla de posiciones
| Pos. | Equipo                   | Pts. | PJ | PG | PE | PP | GF | GC | Dif. |
| ---- | ------------------------ | ---- | -- | -- | -- | -- | -- | -- | ---- |
| 1.º  | Defensores Unidos        | 4    | 3  | 2  | 0  | 1  | 4  | 3  | 1    |
| 2.º  | Luz y Fuerza             | 3    | 3  | 1  | 1  | 1  | 4  | 3  | 1    |
| 3.º  | Defensores de Cambaceres | 3    | 3  | 1  | 1  | 1  | 2  | 2  | 0    |
| 4.º  | Sportivo Barracas        | 2    | 3  | 0  | 2  | 1  | 4  | 6  | −2   |

|  | Ascendió a la Primera C                                                         |
|  | Se mantuvo en la Primera C                                                      |
|  | Inicialmente descendió a la Primera Aficionados. Luego el descenso fue anulado. |
|  | Se mantuvo en la Primera Aficionados.                                           |

### Resultados
| Defensores Unidos | 1 - 0 | Defensores de Cambaceres | Guido y Spano    | 13 de diciembre |
| Luz y Fuerza      | 2 - 2 | Sportivo Barracas        | Médanos y Boyacá | 13 de diciembre |

| Defensores de Cambaceres | 1 - 0 | Luz y Fuerza      | Isla Maciel              | 20 de diciembre |
| Sportivo Barracas        | 1 - 3 | Defensores Unidos | Manuela Pedraza y Crámer | 20 de diciembre |

| Defensores de Cambaceres | 1 - 1 | Sportivo Barracas | Argentino de Quilmes     | 27 de diciembre |
| Luz y Fuerza             | 2 - 0 | Defensores Unidos | Manuela Pedraza y Crámer | 27 de diciembre |

## Goleadores[5]
| Pos. | Jugador              | Jugador                 | Goles | Equipo              |
| ---- | -------------------- | ----------------------- | ----- | ------------------- |
| 1    | Bandera de Argentina | Orlando Alberto Sánchez | 20    | Central Córdoba     |
| 2    | Bandera de Argentina | Mario Melitán Arévalo   | 19    | Talleres (RE)       |
| 3    | Bandera de Argentina | Horacio Vadell          | 17    | Ferrocarril Midland |
| 4    | Bandera de Argentina | Miguel Hugo Pezzi       | 16    | Comunicaciones      |
| 5    | Bandera de Argentina | René del Carmen Herrera | 15    | Comunicaciones      |
| 5    | Bandera de Argentina | Enrique Massei          | 15    | Sportivo Italiano   |